# Prisilla Rivera
Prisilla Rivera Brens (ur. 29 grudnia 1984 roku w Santo Domingo) – dominikańska siatkarka, reprezentantka kraju, grająca na pozycji przyjmującej i atakującej. 
W 2021 roku została wybrana do niesienia flagi swojego kraju w trakcie ceremonii otwarcia Igrzysk Olimpijskich w Tokio.
Po wygraniu przez reprezentację Dominikany Pucharu Panamerykańskiego 2021 postanowiła zakończyć siatkarską karierę.

## Sukcesy klubowe
| Klub             | Osiągnięcie            | Trofeum        | Sezon/Rok                                             |
| Mirador          | Mistrzostwo Dominikany | złoto          | 2002/2003, 2003/2004                                  |
| CAV Murcia 2005  | Superpuchar Hiszpanii  | złoto          | 2006, 2007, 2009, 2010                                |
| CAV Murcia 2005  | Puchar Królowej        | złoto          | 2006/2007, 2007/2008, 2008/2009, 2009/2010, 2010/2011 |
| CAV Murcia 2005  | Puchar Top Teams       | złoto          | 2006/2007                                             |
| CAV Murcia 2005  | Mistrzostwo Hiszpanii  | złoto · srebro | 2006/2007, 2007/2008, 2008/2009 2010/2011             |
| Mets de Guaynabo | Mistrzostwo Portoryko  | srebro         | 2010/2011, 2012/2013                                  |
| BBSK Bursa       | Puchar Challenge       | złoto          | 2014/2015                                             |

## Sukcesy reprezentacyjne
| Osiągnięcie                                         | Trofeum               | Rok                                                                              |
| Igrzyska Panamerykańskie                            | złoto · brąz          | 2003, 2019 2015                                                                  |
| Puchar Panamerykański                               | złoto · srebro · brąz | 2008, 2010, 2016, 2021 2003, 2005, 2009, 2011, 2013, 2015, 2018, 2019 2004, 2006 |
| Mistrzostwa Ameryki Północnej, Środkowej i Karaibów | złoto · srebro · brąz | 2009, 2019, 2021 2011, 2013 2003, 2005                                           |
| Puchar Wielkich Mistrzyń                            | brąz                  | 2009                                                                             |
| Volley Masters Montreux                             | brąz                  | 2013                                                                             |

## Nagrody indywidualne
- 2005: MVP w finale o Mistrzostwo Dominikany
- 2008: MVP w finale o Mistrzostwo Hiszpanii
- 2009: MVP w finale o Mistrzostwo Hiszpanii
- 2009: MVP Mistrzostw Ameryki Północnej
- 2010: MVP Pucharu Panamerykańskiego
- 2011: Najlepsza atakująca Pucharu Panamerykańskiego
- 2021: Najlepsza przyjmująca Mistrzostw Ameryki Północnej, Środkowej i Karaibów
- 2021: MVP i najlepsza przyjmująca Pucharu Panamerykańskiego